# Guinda al marasquino

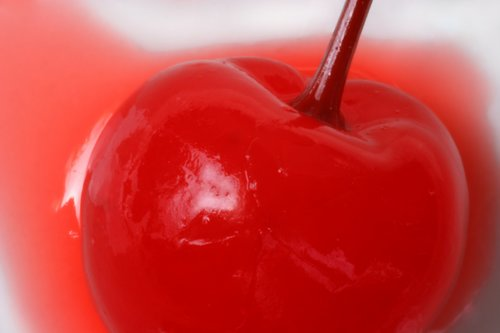
Guinda al marrasquino.

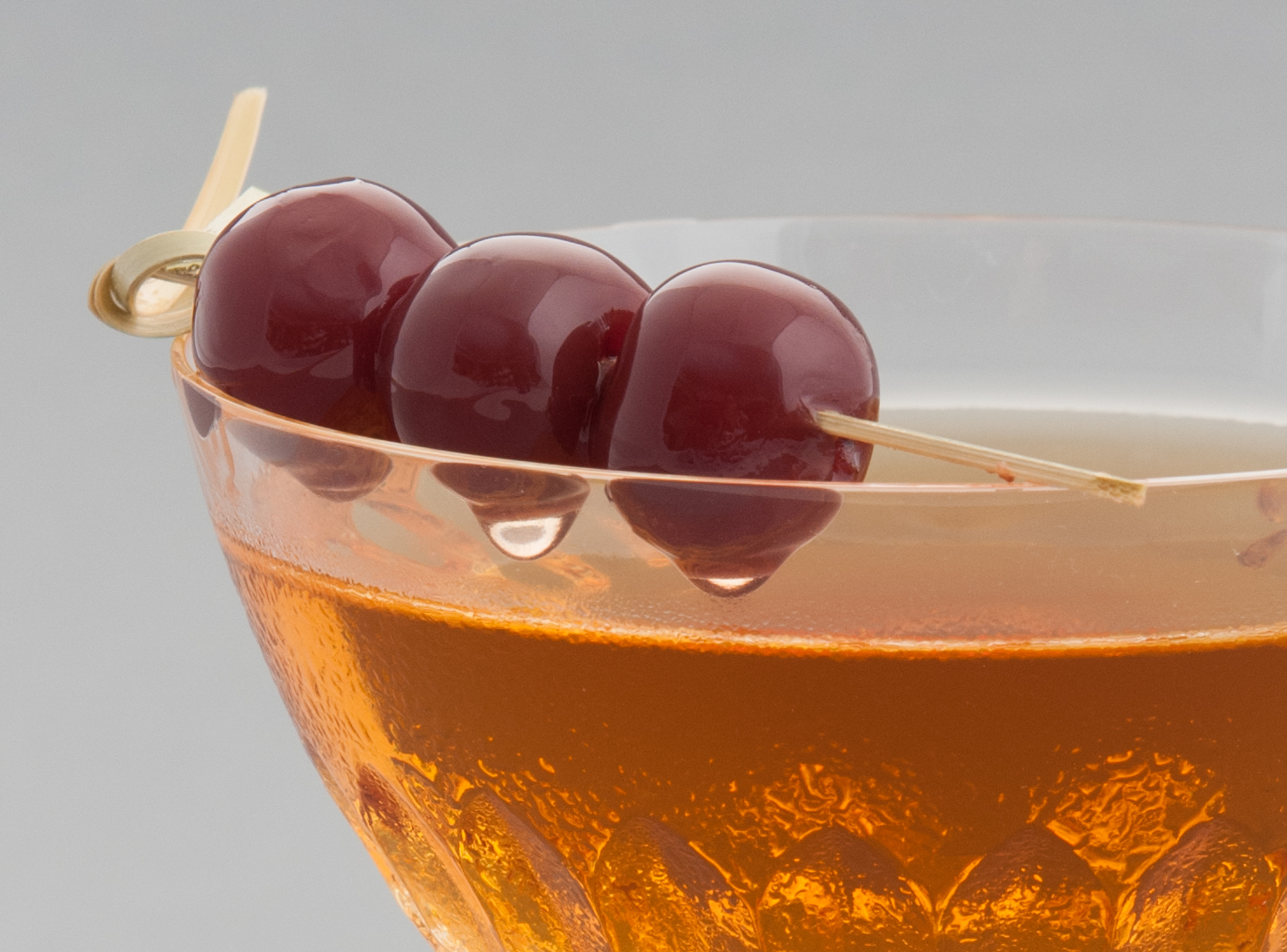
Decoración para cóctel.

La guinda al marrasquino, denominada también cereza al marrasquino, es una preparación a base de guindas (Prunus cerasus) conservadas en una solución de salmuera, que usualmente contiene dióxido de azufre y cloruro de calcio para "blanquear" el fruto de la cereza. Luego se le embalsama en una suspensión de colorante de alimentos y jarabe de azúcar, entre otros componentes.

## Usos
Su colorido la hace importante en la decoración de algunos cócteles, tales como el Manhattan y el Rob Roy. Se emplea frecuentemente en repostería. En la repostería española se encuentra a lo largo de todo el país, siendo destacadas las de Calatayud (provincia de Zaragoza).